# Uniformssystem M/84
Uniformssystem M/84 er et uniformssystem, der blev indført i Den danske Hær fra omkring 1984. Efterfølgende har både Flyvevåbnet og Hjemmeværnet også indført dette system som deres primære uniformssystem. Det bestod bl.a. af ny kampuniform, tjenesteuniform mv. samt en hel række andre beklædningsgenstande ("Koreahue", fiberpels, termobukser mv.). Uniformssystemet erstattede det foregående M/58 og er ved at blive erstattet af et nyt og forbedret system Uniformssystem M/11.

## Udstyr
En soldat fik bl.a. udleveret følgende:
- 2 stk kampjakker (sløringsmønstrede – den ene skulle bruges til kampuniform, den anden til tjenesteuniform)
- 1 stk kampbukser (sløringsmønstrede)
- 1 stk tjenestebukser (sløringsmønstrede)
- 4 stk skjorter – ensfarvede grønne
- 1 stk tjenestejakke (ensfarvet – uofficielt kaldet "Tankpasser" – vist nok den mindst anvendte beklædningsgenstand i Hærens historie)
- 1 stk tjenestebukser (ensfarvede)
- 1 stk fiberpels (vendbar termobeklædning til overkroppen)
- 1 stk termobukser
- 1 stk ulden sweater (i stil med den britiske "woolly pully")

## Nyheder
Nyt i forbindelse med Uniformssystem M/84 var, at kamp- og tjenesteuniform var i sløringsmønster M/84. Dette er siden blev anvendt til en lang række beklædningsgenstande (kampvognsdragt, let kampuniform til anvendelse i varme områder osv.). Mønsteret er også brugt til at lave tasker i (bl.a. en toilettaske).

## Mønsteret
Sløringsmønster M/84 er baseret på det tyske Flecktarn-mønster. Flecktarn har 5 farver, hvorimod M/84 kun har 3 (grøn, lys grøn og sort). Der er også udviklet en ørkenudgave af uniformssystemet omtalt som M/01, denne er sandfarvet, grøn og mellembrun.

## Prototype
Før indførelsen af Uniformssystem M/84 blev det testet ved, at man udleverede en "prototype" kaldet T/78 til en række enheder. T/78 blev også produceret i det sløringsmønster, som senere blev til M/84 – men der er en tydelig forskel i farverne.

## Eksterne links
- pansermuseet.dk: Uniformer (Webside ikke længere tilgængelig)
- armyuniform.dk
- hjv.dk: Kamp- og Tjenesteuniformssystem M/84 (Webside ikke længere tilgængelig) Grundig gennemgang af udviklingen af uniformssystem M/84
- histsamling.dk: Uniformer Arkiveret 2. januar 2013 hos  Wayback Machine